# Phymatidium delicatulum
Phymatidium delicatulum är en orkidéart som beskrevs av John Lindley. Phymatidium delicatulum ingår i släktet Phymatidium och familjen orkidéer.

## Underarter
Arten delas in i följande underarter:
- P. d. curvisepalum
- P. d. delicatulum

## Bildgalleri

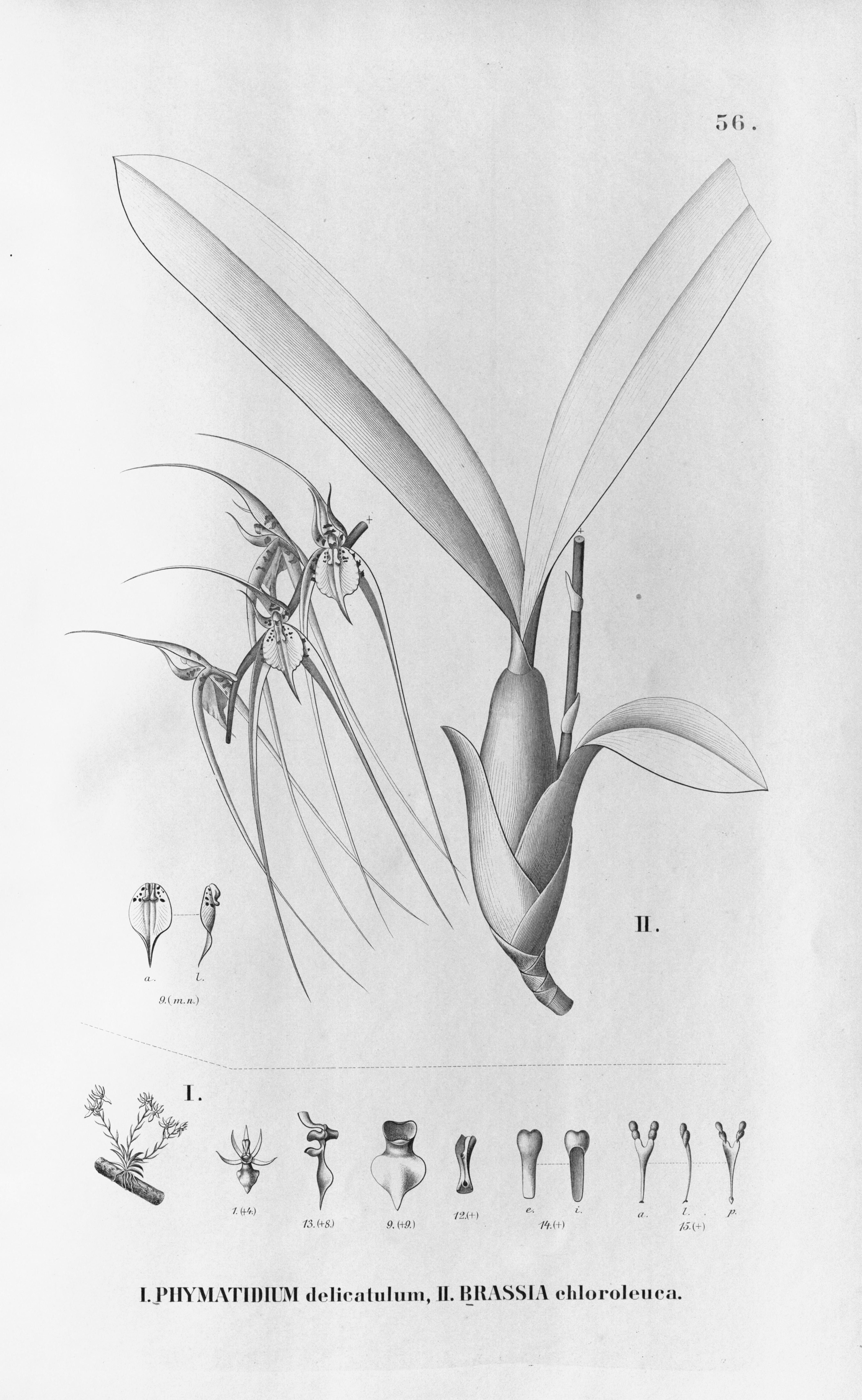